# Vicente (Obispo de Huesca)
Vicente, también llamado Vincencio, (Plasencia del Monte, ¿?- ¿?, 576) fue un religioso hispanovisigodo que fue obispo de Huesca entre los años 557 y 576.

## Biografía
Nació posiblemente en los alrededores de Plasencia del Monte, críandose junto a Victorián de Asán como discípulo y siendo compañero de Gaudioso de Tarazona y de Tranquilino de Tarragona según Ricardo del Arco y Francisco Diego de Ainsa entre otros.
Fue elegido como obispo en el 560 según Lamberto de Zaragoza, periodo donde a menudo los miembros del cenobio de San Victorián eran elegidos como obispos de las distintas diócesis, aunque según Fidel Fita su obispado comenzó en el 576.
El historiador Ramón de Huesca afirma que en el Archivo de la Catedral de Huesca se encontraban dos documentos de su autoría, el primero de ellos datado en el 550 siendo una donación de sus bienes al monasterio de Asán, siendo aun San Victorián su abad y Vicente diácono, mientras que el posterior es un testamento cuya fecha es ilegible, en el que deja sus bienes en herencia a la Iglesia, aunque él mismo los consideró sospechosos de ser falsificaciones de los siglos X-XI, algo que posteriormente fue corregido y siendo considerados ambos textos verídicos.
A finales de su obispado sufrió la persecuccion que el rey visigodo Leovigildo inició contra las propiedades de los monasterios e iglesias de su reino.
| Predecesor: Pompeyano | Obispo de Huesca 557-576 | Sucesor: Gabino |